# Denis Sebuguauo
Denis Sebuguauo Uassua (em luganda: Ssebuggwawo Wasswa) foi um dos mártires a serem mortos a mando do cabaca Muanga II (r. 1884–1888) do Reino de Buganda, na atual Uganda.

## Vida

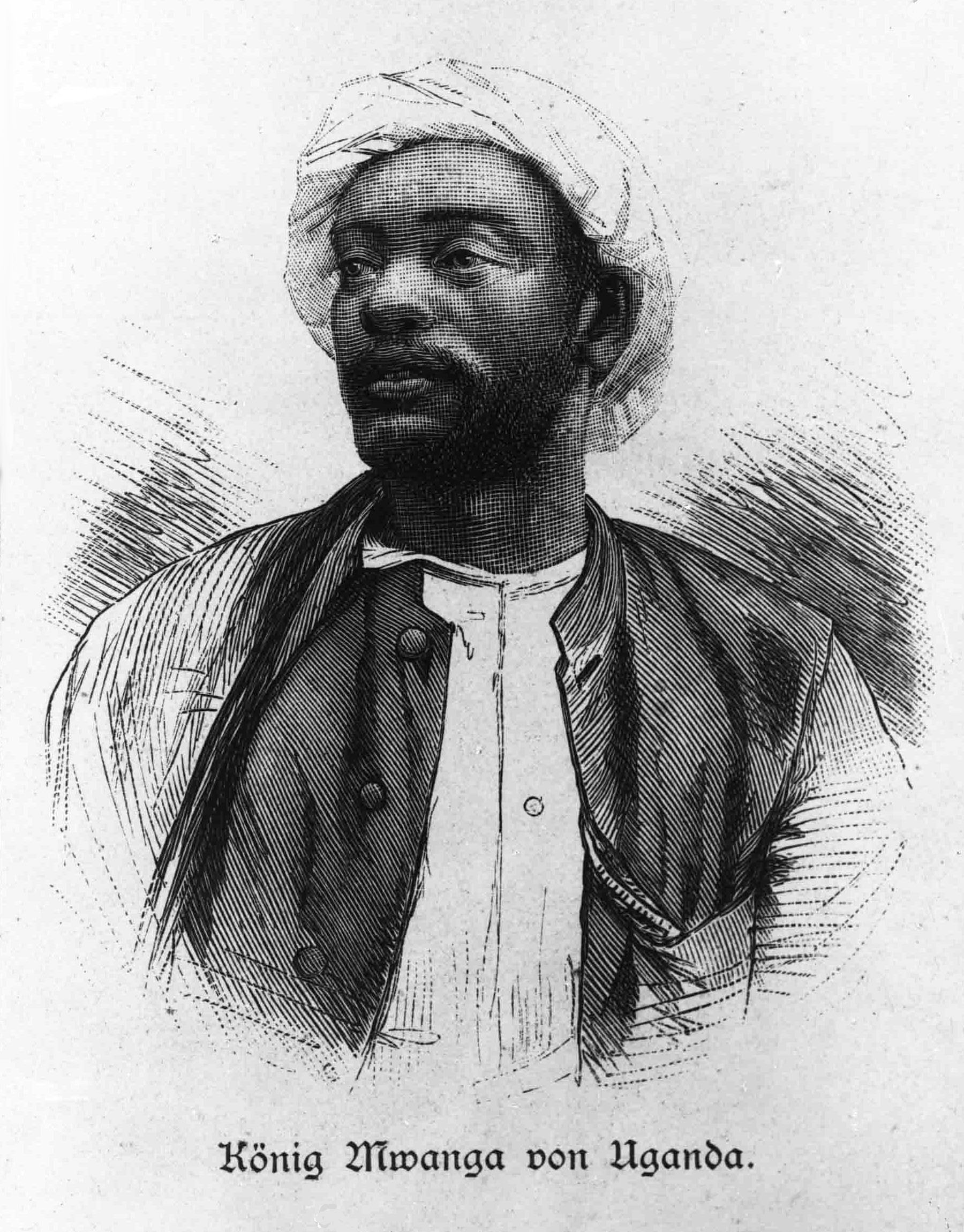
r.

Denis nasceu em 1870 em Quigoloba, em Bulemezi, filho de Nsonga da tribo dos sogas e Cajansi do clã musu e irmão de oito crianças, uma delas, Isaac Cajane Cato, seu irmão gêmeo. Pouco após seu nascimento, o cabaca Mutesa I (r. 1857–1884) matou Calubo e Cajansi se mudou para Bunono, em Busiro. Em 1884, Denis e Isaac foram apresentados a Muanga II (r. 1884–1888), que os fez pajens reais de seus aposentes, sob controle do mordomo José Mucassa. Sob influência de José, se tornaram católicos e receberam instruções religiosas em sua residência perto do palácio. Denis resistiu às investidas sexuais do cabaca e sempre que pode propagou o cristianismo entre os pajens.
Em 16 de novembro de 1885, no dia seguinte à execução de José Mucassa por sua fé a mando do cabaca, Denis estava entre os pajens que se afastaram do palácio para pedir batismo na missão católico, o que recebeu. Em 25 de maio de 1886, quando Muanga retornou de uma caçada em Munionio, entrou no palácio e se irritou que não foi recebido pelos pajens. Ao chamá-los, Denis e Muafa chegaram, mas furioso perguntou onde estavam. Por suas respostas, se soube que Denis estava instruindo Muafa na fé. Ainda mais furioso, espancou Denis com a lança de seu pai que segurava até que ela se partisse e o machucasse na cabeça, pescoço e costas. Então o agarrou pelo braço e arrastou-o ao pátio, gritando para que os homens o matassem e ameaçassem todos os cristãos. Dois muçulmanos, Quiaiambade e Meberenge, levaram-o para fora do portão principal e tiraram suas roupas e iriam matá-lo com uma faca de açougueiro que pegaram numa casa vizinha, porém foram interrompidos pelo carrasco oficial Mepinga Caloque, que conduziu-o a sua casa.
Mepinga deixou-o dormir a noite lá com um pequeno pedaço de tecido de casca para se cobrir, mas Denis permaneceu em silêncio a noite toda. No dia seguinte, ordenou que seus homens matassem-o num bosque adjacente, e por só terem facas, devem tê-lo esfaqueado até a morte. O corpo foi deixado no bosque, onde seis dias depois foi achado sendo comido por abutres. Denis foi beatificado pelo papa Bento XV em 1920 e canonizado pelo papa Paulo VI em 1964.